# Nikolai Jajol
Nikolai Jajol –en ruso, Николай Хахол– es un deportista soviético que compitió en piragüismo en la modalidad de aguas tranquilas. Ganó cinco medallas en el Campeonato Mundial de Piragüismo entre los años 1970 y 1973.

## Palmarés internacional
| Campeonato Mundial | Campeonato Mundial     | Campeonato Mundial | Campeonato Mundial |
| Año                | Lugar                  | Medalla            | Evento             |
| ------------------ | ---------------------- | ------------------ | ------------------ |
| 1970               | Copenhague (Dinamarca) | Medalla de oro     | K1 4 × 500 m       |
| 1971               | Belgrado (Yugoslavia)  | Medalla de oro     | K1 500 m           |
| 1971               | Belgrado (Yugoslavia)  | Medalla de bronce  | K2 500 m           |
| 1973               | Tampere (Finlandia)    | Medalla de oro     | K2 500 m           |
| 1973               | Tampere (Finlandia)    | Medalla de plata   | K4 1000 m          |